# VRF-lite
Nelle reti di comunicazione dati il termine VRF-lite indica un sottoinsieme di VRF.
Il VRF, o Virtual Routing and Forwarding, è una tecnologia che, in una rete MPLS, consente di distinguere flussi di traffico differenti perché legati a tabelle di routing differenti. VRF-lite non utilizza MPLS ma fornisce le funzionalità di un router virtuale consentendo la creazione di più tabelle di routing logiche in uno stesso router fisico. I diversi flussi di traffico vengono normalmente preparati per l'accesso ad una rete MPLS di un provider. In altri casi sarà possibile tenere separati gruppi di utenze a diversi livelli di sicurezza all'interno di una stessa rete LAN. Con VRF-lite l'unica possibilità per creare delle policy per l'apertura di canali tra diverse VPN consiste nell'uso di BGP, e questo è normalmente possibile anche senza l'uso di MPLS.